# Lawrence Lessig
Lawrence Lessig (Rapid City, 3 giugno 1961) è un giurista e avvocato statunitense.
Direttore della Edmond J. Safra Foundation Center for Ethics dell'Università di Harvard, dove insegna anche diritto, fondatore dello Stanford Center for Internet and Society (Centro per Internet e la società), fondatore e amministratore delegato di Creative Commons, nonché membro del consiglio direttivo della Electronic Frontier Foundation e di quello del Software Freedom Law Center, costituito nel febbraio 2005, è noto soprattutto come sostenitore della riduzione delle restrizioni legali sul diritto d'autore, sui marchi commerciali (trademark) e sullo spettro delle frequenze radio, in particolare nelle applicazioni tecnologiche.
Lessig ha annunciato all'iCommons Summit 07 che non si sarebbe più concentrato sul copyright e sulle tematiche ad esso legate, ma sulla corruzione nel sistema politico statunitense. Questo suo nuovo impegno sarà in parte facilitato dalla presenza del suo wiki — "Lessig Wiki" — dal momento che egli stesso ha incoraggiato i visitatori a farne uso per documentare casi di corruzione. Frutto di questo suo nuovo orientamento del proprio attivismo è l'inaugurazione, nel maggio del 2014, del Comitato di Azione Politica (PAC) a finanziamento collettivo denominato "May Day PAC". Lo scopo dichiarato è di far eleggere al Congresso degli Stati Uniti candidati che si impegnino a far approvare leggi che riformino le leggi sul finanziamento ai candidati e alle forze politiche limitando fortemente la possibilità di pochi ricchi finanziatori di avere una troppo forte rappresentatività dei loro interessi nel parlamento degli Stati Uniti.

## Biografia

### Carriera accademica
Nato a Rapid City, nel Dakota del Sud, Lessig ha conseguito un Bachelor of Arts in Economia ed un Bachelor of Science in Management presso la Wharton School of the University of Pennsylvania, un master in filosofia al Trinity College dell'Università di Cambridge, in Gran Bretagna, e uno Juris Doctor alla Yale Law School.
Prima di essere assunto a Stanford, Lessig ha insegnato alla Harvard Law School, in cui svolgeva il ruolo di Berkman Professor of Law, connesso al Berkman Center for Internet and Society, ed alla University of Chicago Law School. Egli è considerato un liberal, ma ha sostenuto la candidatura di due influenti giudici conservatori: Richard Posner e Antonin Scalia.

### Convinzioni
Lessig ha evidenziato diverse volte come la sua esperienza di studi di filosofia a Cambridge abbia cambiato radicalmente i suoi valori e il percorso che aveva scelto per la sua carriera. Prima di essa, egli aveva avuto idee politiche fortemente conservatrici o libertarie, aveva desiderato una carriera negli affari, ed aveva partecipato attivamente al movimento giovanile del partito repubblicano, svolgendo il ruolo di Youth Governor (giovane governatore) per lo Stato della Pennsylvania nell'ambito del programma YMCA Youth and Government nel 1978, e fu sul punto di proseguire la carriera politica nello stesso partito.
Lessig si convinse a restare due anni in più rispetto a quanto da lui programmato (un solo anno di permanenza a Cambridge), durante i quali conseguirà un undergraduate degree in filosofia e svilupperà una coscienza politica diversa. Durante questo periodo compì anche dei viaggi nel blocco orientale, a seguito dei quali svilupperà un interesse per i sistemi legislativi e politici dell'Europa orientale.
Lessig si rifiuta di abbracciare il libertarismo convenzionale. Sebbene Lessig resti scettico a proposito dell'intervento dello stato, sostiene comunque la necessità di legiferare attentamente e costantemente per rispondere immediatamente alle nuove problematiche man mano che esse si presentano, e definisce se stesso "costituzionalista". Per via della sua relativa giovinezza e delle sue innovative visioni a proposito del diritto degli Stati Uniti, Lessig è spesso stato identificato come potenziale candidato per la carica di giudice di corte d'appello federale in una futura amministrazione democratica.

### Code is law (Il codice è la legge)
In informatica, il termine "codice" si riferisce, in genere, al testo che andrà a costituire un programma per computer (ad esempio nell'espressione codice sorgente). In diritto, esso si riferisce ai testi che ne costituiscono le fonti. Nel suo libro Code and Other Laws of Cyberspace, Lessig esplora le modalità in cui, in entrambi gli ambiti, il codice può divenire strumento di controllo sociale, per poi concludere che "il codice è la legge".

### Metodo Lessig

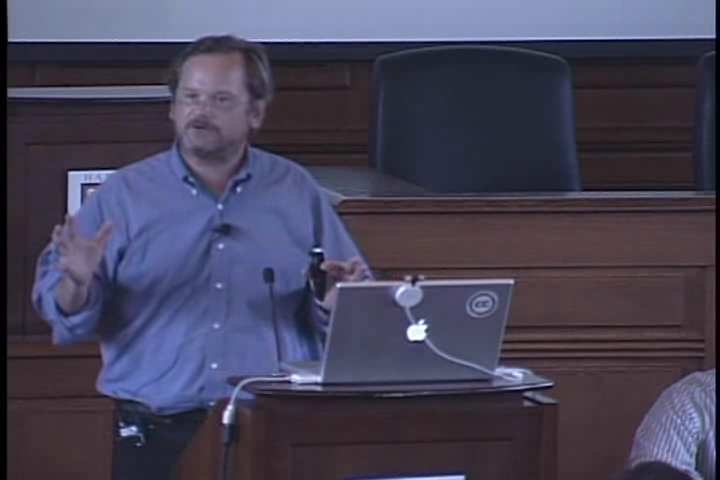
Lessig presenta il suo libro "The Ethics of the Free Culture Movement” durante Wikimania 2006

Lessig è noto anche per il suo uso di un particolare stile di presentazioni informatiche, caratterizzate dalla visualizzazione di brevi frasi o di immagini. James MacLennan ha definito questo stile "metodo Lessig".

### Free Culture (Cultura libera)
Nel 2002, Lessig è stato premiato con l'FSF Award for the Advancement of Free Software dalla Free Software Foundation, e il 28 marzo 2004 è stato scelto al tavolo dei direttori della FSF. Nel 2006, è divenuto membro dell'American Academy of Arts and Sciences. Lessig è ben noto anche per le sue critiche sull'estensione del diritto d'autore, e ha formalizzato il concetto di Cultura libera (Free Culture); sostiene, inoltre, il software libero e lo spettro libero (Open Spectrum). Ha dedicato buona parte del suo intervento "Cultura libera", tenuto durante l'OSCON del 2002, ai brevetti software, che considera una minaccia in ascesa sia all'innovazione sia al Free Software sia all'open source.

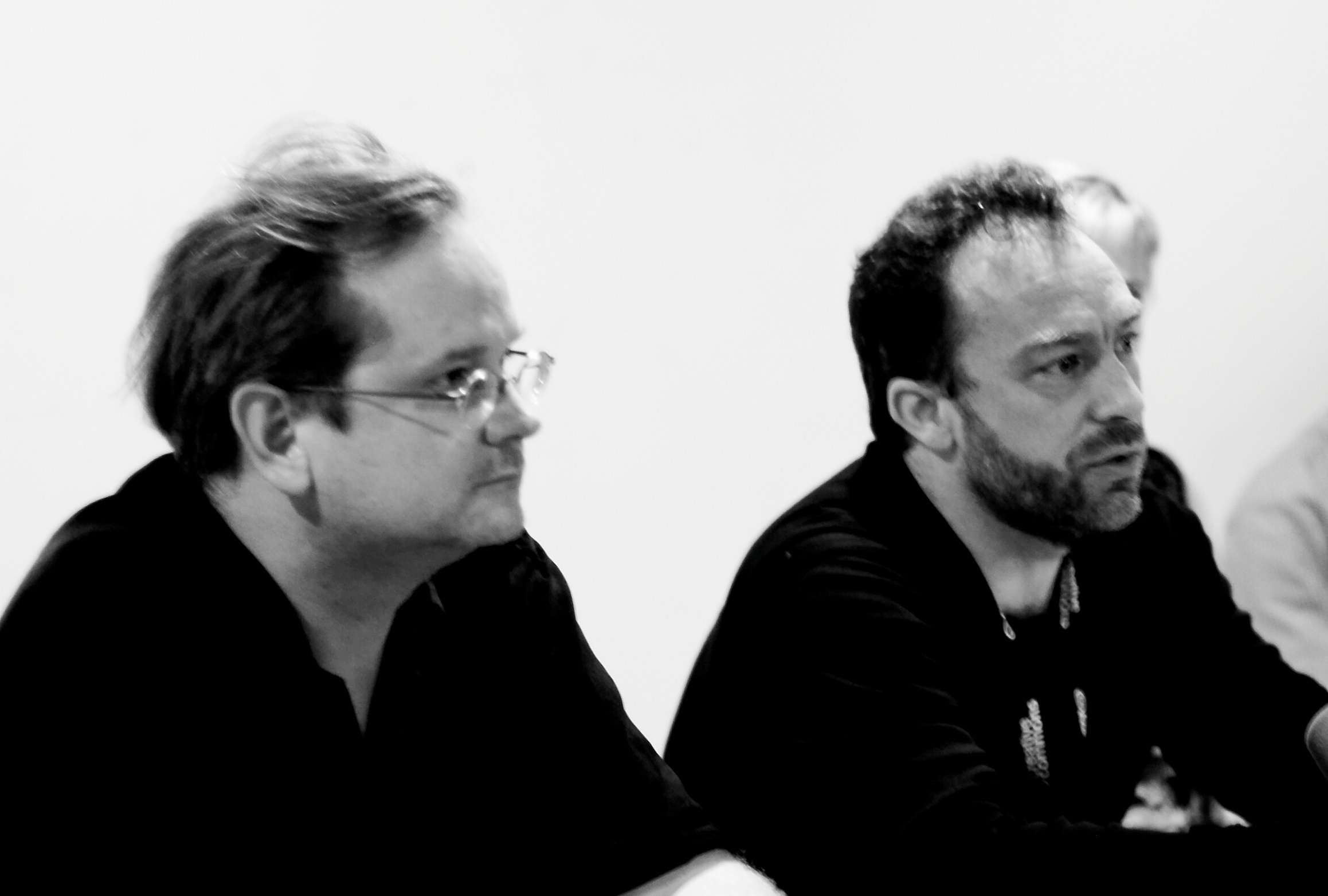
Lessig e Jimmy Wales all'iCommons iSummit07, svoltosi a Ragusa, in Croazia

Nel 2008 ha pubblicato il libro Remix. Il futuro del copyright (e delle nuove generazioni) (Remix: Making Art and Commerce Thrive in the Hybrid Economy) in cui analizza il fenomeno della professionalizzazione delle figure dei produttori di contenuti culturali durante il Novecento e come il digitale abbia invece consentito la riappropriazione di pratiche di produzione attiva di cultura basate anche sul remix, il riutilizzo di contenuti digitali preesistenti e la loro rielaborazione. Ricollegandosi al pensiero del sociologo Henry Jenkins, descrive queste nuove forme culturali come "cultura RW" (cultura Read/Write) in contrapposizione alla precedente "cultura RO" (cultura Read Only) e ne analizza le implicazioni giuridiche nel campo del copyright. In esso opera una netta divisione tra commercial economy nella quale il prezzo è il punto centrale della transazione, sharing economy nella quale il prezzo è solo una parte dei molteplici aspetti coinvolti nello scambio, e hybrid economy in posizione intermedia tra le due precedenti.

### Neutralità della rete
Lessig è un sostenitore della neutralità della rete da molto tempo. Nel 2006, ha testimoniato davanti al Senato degli Stati Uniti argomentando che il Congresso dovesse ratificare le libertà di Internet di Michael Powell e aggiungere una limitazione all'accesso a internet, cioè ritiene che ai fornitori di contenuti non debbano essere addebitati importi diversi. La ragione è che Internet è una piattaforma inestimabile sia per l'innovazione che per il vantaggio economico che crea, e sarebbe minacciato se le grandi aziende potessero acquistare servizi più rapidi a scapito delle nuove società con meno capitale. Tuttavia, Lessig ha sostenuto l'idea di consentire agli ISP di offrire ai consumatori l'opzione di diversi livelli di servizio a prezzi diversi. È stato riferito su CBC News che afferma di essere sempre stato a favore di consentire ai provider di Internet di addebitare in modo diverso l'accesso ai consumatori a velocità diverse. Ha detto: "Ora, senza dubbio, la mia posizione potrebbe essere sbagliata: alcuni miei amici che sostengono la neutralità della rete, così come alcuni studiosi, ritengono che sia sbagliato, ma la tesi che la mia posizione è recente è infondata. Se sbaglio, ho sempre sbagliato."

#### Attività collegata a wiki
Nel marzo 2006, Lessig è entrato a far parte nell'organo consultivo del progetto Digital Universe.
Qualche mese più tardi, Lessig ha tenuto una conferenza a proposito dell'etica nel movimento della Cultura Libera durante Wikimania 2006.

### Notizie e vicissitudini personali
Lessig è sposato con l'avvocato Bettina Neuefeind, attiva nel campo dei diritti umani, da cui ha avuto due figli, Willem Dakota Neuefeind Lessig, nato il 7 settembre 2003, e Teo Elias Neuefeind Lessig, nato il 15 gennaio 2007.
Nel maggio 2005 è stato reso noto che Lessig ha subito abusi sessuali dal direttore dell'American Boychoir School, da lui frequentata da adolescente. Lessig ha raggiunto un accordo con la scuola in passato, secondo termini non resi pubblici. Egli ha reso nota la sua esperienza mentre difendeva un altro studente vittima di abusi, John Hardwicke, durante un processo. Nell'agosto 2006 Lessig riuscì a convincere la New Jersey Supreme Court a restringere considerevolmente l'applicazione dell'immunità che proteggeva da azioni legali quelle organizzazioni senza scopo di lucro che non fossero riuscite ad impedire abusi sessuali.

### Candidatura alle primarie democratiche per le presidenziali 2016
Lessig annunciò la sua candidatura il 6 settembre 2015, dopo avere annunciato questa possibilità se avesse raccolto più di un milione di dollari per avviare la sua campagna elettorale.
La scelta dell'autore di Code and Other Laws of Cyberspace è stata comunque peculiare: Lessig puntava a farsi eleggere presidente per far passare una sola legge e poi dimettersi, lasciando la presidenza al suo vicepresidente per completare il mandato. La formula proposta dalla campagna di Lawrence Lessig era quella del Referendum President: essere in carica per un singolo obiettivo politico, da realizzare nel più breve tempo possibile, prima di lasciare la Casa Bianca. Con la sua iniziativa, Lessig intendeva mettere sul tavolo un tema e stimolare almeno un candidato per Partito Democratico a farlo proprio o, come si legge nelle FAQ della campagna, personificarla qualora gli altri candidati non l'abbracciassero. Durante un dibattito ha poi dichiarato che in caso di elezioni avrebbe portato comunque a termine il mandato presidenziale.
L'obiettivo dell'eventuale presidenza Lessig era il passaggio del Citizen Equality Act, un pacchetto di riforme che prevede tre modifiche nel modo in cui le elezioni politiche negli USA sono organizzate e finanziate: uguaglianza nel diritto di voto, uguaglianza nella rappresentanza ed elezioni finanziate dai cittadini. Il tema dell'uguaglianza di fronte al voto, sostiene il professore di Harvard, è una tematica ancora urgente negli Stati Uniti. E lo è per il modo in cui la politica viene finanziata.
Il 2 novembre 2015 ha annunciato la sua sospensione della campagna elettorale. I sondaggi nazionali lo davano intorno allo 0,5% all'ultimo posto tra i candidati. È stato il terzo a ritirarsi dalla corsa democratica dopo Jim Webb e Lincoln Chafee pochi giorni prima.

## Citazioni nella cultura di massa
Lessig è apparso come personaggio in un episodio del 2005 della serie televisiva a carattere politico West Wing - Tutti gli uomini del Presidente (The Wake Up Call, sesta stagione, episodio 14). Il personaggio di Lessig, interpretato da Christopher Lloyd, vuole essere un ritratto realistico, a tal punto da contenere citazioni del proprio libro Il futuro delle idee e le sue conoscenze di diritto dell'Europa orientale.
Lessig è stato citato in un numero del fumetto online xkcd.
Il gruppo internazionale di artisti Monochrom ha eseguito una Canzone d'amore per Lessig sulla televisione Boing Boing nell'episodio trasmesso il 15 novembre 2007. Il termine austro-tedesco "lässig" (che significa "calmo" o "rilassato") si pronuncia in modo simile al cognome di Lawrence Lessig, e viene usato con fare scherzoso in questo caso.
Lessig è inoltre citato nel video Prometeus della Casaleggio Associati del 2018, ove viene indicato come futuro Segretario della Giustizia degli Stati Uniti. Figura che nel 2020, secondo le proiezioni della Casaleggio Associati, avrebbe demolito il principio di autore e del copyright. Questa previsione all'oggi sembra lontana, ma non esclusa a priori.

## Opere
- Cultura libera - Un equilibrio fra anarchia e controllo, contro l'estremismo della proprietà intellettuale, Milano, Apogeo, 2005, ISBN 978-88-503-2250-3.
- Il futuro delle idee, Milano, Feltrinelli, 2006, ISBN 88-07-17123-6.
- Remix: il futuro del copyright (e delle nuove generazioni), Milano, Etas, 2009, ISBN 978-88-453-1559-6.
- La trasparenza della rete, Milano, Egea, 2013, ISBN  9788823834156[22].
- Code and Other Laws of Cyberspace (2000) (ISBN 978-0-465-03913-5, Basic Books, New York)
- The Future of Ideas (2001) (ISBN 978-0-375-50578-2, Random House, New York)
- Free Culture (2004). (ISBN 978-1-59420-006-9, Penguin Press, New York) Lessig released this work under the Creative Commons License Attribution-NonCommercial. Archiviato il 27 settembre 2007 in Internet Archive.
- Code: Version 2.0 (2006) (ISBN 978-0-465-03914-2, Basic Books, New York)